# Bruce Davidson (ryttare)
Bruce Davidson, född 31 december 1949 i Rome, New York, är en amerikansk ryttare.
Han tog OS-silver i lagtävlingen i fälttävlan i samband med de olympiska ridsporttävlingarna 1996 i Atlanta.